# Maurice Elvey
Maurice Elvey (Stockton-on-Tees, Inglaterra; 11 de noviembre de 1887 – Brighton, Inglaterra; 28 de agosto de 1967) fue un director cinematográfico británico, el más prolífico de la historia de su país. Dirigió casi 200 filmes entre 1913 y 1957, y en la época del cine  mudo dirigió unas veinte cintas anuales.

## Biografía
Su verdadero nombre era William Seward Folkard, y nació en Stockton-on-Tees, Inglaterra. Elvey empezó su carrera artística a los 17 años de edad, como actor. Rápidamente pasó a la dirección y producción de obras teatrales, fundando una compañía teatral propia antes de iniciarse en el cine en 1913. Dirigió una gran variedad de películas populares de diferentes géneros, entre ellos la comedia, el drama, adaptaciones literarias – entre ellas The Suicide Club (1914), basada en la novela de Robert Louis Stevenson, y una versión de la obra de William Shakespeare Como gustéis titulada Love in a Wood (1916) – y películas biográficas de personalidades como Florence Nightingale y Horatio Nelson. The Life Story of David Lloyd George, suprimida por razones políticas antes de su estreno en 1918, fue descubierta casualmente decenios después en los archivos de la familia Lloyd George. Fue expuesta por vez primera en Cardiff en mayo de 1996, y se la consideró, tanto por la crítica como por los historiadores del cine, como una de las mejores películas mudas producidas en el Reino Unido.
En 1921 Elvey dirigió 16 cortos y un largometraje, The Hound of the Baskervilles, con Ellie Norwood en el papel de Sherlock Holmes. El actor era el favorito de Arthur Conan Doyle de entre todos los que interpretaron a su literary sleuth.
A lo largo de su carrera Elvey trabajó con artistas como Leslie Howard, Gracie Fields, Claude Rains, Alastair Sim, Leslie Banks, y Fay Wray, y fue el mentor de los futuros directores Carol Reed y David Lean. En 1944 quedó encantado con Petula Clark cuando la vio actuar en el Royal Albert Hall, y lanzó la carrera cinematográfica de la actriz cuando la escogió para trabajar en su drama bélico Medal for the General. Ambos colaboraron posteriormente en otras tres películas.
Elvey estuvo casado tres veces, con la actriz Philippa Preston, la escultora Florence Hill Clarke, y la actriz Isobel Elsom, a la que conoció en el plató de The Wandering Jew en 1923. La pareja trabajó junta en ocho películas.
La pérdida de un ojo y una frágil salud aceleraron el retiro de Elvey a los 70 años de edad. Diez años más tarde, en 1967, falleció en Brighton, Inglaterra. 

## Filmografía

### Director
| - 1913 : Maria Marten, or: The Murder in the Red Barn - 1913 : Bridegrooms Beware - 1913 : The Great Gold Robbery - 1914 : The Bells of Rheims - 1914 : The Idol of Paris - 1914 : It's a Long Long Way to Tipperary - 1914 : The Sound of Her Voice - 1914 : Inquisitive Ike - 1914 : Beautiful Jim - 1914 : The Suicide Club - 1914 : The White Feather - 1914 : The Cup Final Mystery - 1914 : In the Days of Trafalgar - 1914 : The Loss of the Birkenhead - 1914 : Her Luck in London - 1915 : London's Yellow Peril - 1915 : Grip - 1915 : Gilbert Dying to Die - 1915 : There's Good in Everyone - 1915 : Love in a Wood - 1915 : Gilbert Gets Tiger-Itis - 1915 : Her Nameless Child - 1915 : Midshipman Easy - 1915 : Honeymoon for Three - 1915 : A Will of Her Own - 1915 : From Shopgirl to Duchess - 1915 : Charity Ann - 1915 : Home - 1915 : Florence Nightingale - 1915 : Fine Feathers - 1916 : Money for Nothing - 1916 : Vice Versa - 1916 : Mother Love - 1916 : Driven - 1916 : When Knights Were Bold - 1916 : Meg the Lady - 1916 : Esther - 1916 : Trouble for Nothing - 1916 : The Princess of Happy Chance - 1916 : The King's Daughter - 1917 : Dombey and Son - 1917 : Smith - 1917 : The Grit of a Jew - 1917 : The Woman Who Was Nothing - 1917 : Justice - 1917 : The Gay Lord Quex - 1917 : Flames - 1917 : Mary Girl - 1918 : Nelson - 1918 : Hindle Wakes - 1918 : Adam Bede - 1918 : The Life Story of David Lloyd George - 1918 : The Greatest Wish in the World - 1918 : Goodbye - 1919 : The Swindler - 1919 : Keeper of the Door - 1919 : The Rocks of Valpre - 1919 : Quinneys - 1919 : God's Good Man - 1919 : Mr. Wu - 1919 : Comradeship - 1919 : The Elusive Pimpernel - 1920 : The Tavern Knight - 1920 : The Hundredth Chance - 1920 : The Amateur Gentleman | - 1920 : Bleak House - 1920 : The Victory Leaders - 1920 : At the Villa Rose - 1920 : A Question of Trust - 1921 : Serie de filmes sobre Sherlock Holmes: 1. The Dying Detective 2. The Devil's Foot 3. A Case of Identity 4. The Yellow Face 5. The Red-Headed League 6. The Resident Patient 7. A Scandal in Bohemia 8. The Man with the Twisted Lip 9. The Beryl Coronet 10. The Noble Bachelor 11. The Copper Beeches 12. The Empty House 13. The Tiger of San Pedro 14. The Priory School 15. The Solitary Cyclist 16. The Hound of the Baskervilles - 1921 : Innocent - 1921 : A Romance of Wastdale - 1921 : The Tragedy of a Comic Song - 1921 : The Fruitful Vine - 1921 : A Gentleman of France - 1922 : The Passionate Friends - 1922 : A Debt of Honour - 1922 : Man and His Kingdom - 1922 : Running Water - 1922 : Dick Turpin's Ride to York - 1923 : Don Quixote - 1923 : Guy Fawkes - 1923 : The Royal Oak - 1923 : The Sign of Four - 1923 : The Wandering Jew - 1924 : Slaves of Destiny - 1924 : Sally Bishop - 1924 : Henry, King of Navarre - 1924 : The Love Story of Aliette Brunton - 1924 : My Husband's Wives - 1924 : Folly of Vanity - 1924 : Curlytop - 1925 : She Wolves - 1925 : Every Man's Wife - 1926 : Baddesley Manor: The Phantom Gambler - 1926 : The Flag Lieutenant - 1926 : The Woman Tempted - 1926 : Glamis Castle - 1926 : The Tower of London - 1926 : Windsor Castle - 1926 : Kenilworth Castle and Amy Robsart - 1926 : Mademoiselle from Armentieres - 1927 : The Flight Commander - 1927 : The Glad Eye - 1927 : Roses of Picardy - 1927 : Hindle Wakes - 1927 : Tragödie einer Ehe - 1928 : Mademoiselle Parley Voo - 1928 : Palais de danse - 1928 : High Treason - 1928 : Balaclava | - 1928 : You Know What Sailors Are - 1930 : School for Scandal - 1931 : Potiphar's Wife - 1931 : Sally in Our Alley - 1931 : A Honeymoon Adventure - 1932 : Frail Women - 1932 : The Lodger - 1932 : The Marriage Bond - 1932 : In a Monastery Garden - 1932 : The Water Gipsies - 1932 : Diamond Cut Diamond - 1933 : The Wandering Jew - 1933 : I Lived with You - 1933 : This Week of Grace - 1934 : The Lost Chord - 1934 : Lily of Killarney - 1934 : The Clairvoyant - 1934 : Road House - 1934 : Soldiers of the King - 1934 : Love, Life and Laughter - 1934 : Princess Charming - 1934 : My Song for You - 1935 : Heat Wave - 1935 : The Tunnel - 1936 : Man in the Mirror - 1936 : Spy of Napoleon - 1937 : Who Killed John Savage? - 1937 : A Romance in Flanders - 1937 : Change for a Sovereign - 1937 : Melody and Romance - 1938 : Lightning Conductor - 1938 : Sword of Honour - 1938 : Who Goes Next? - 1938 : Return of the Frog - 1939 : A People Eternal - 1939 : Sons of the Sea - 1940 : Under Your Hat - 1940 : Goofer Trouble - 1940 : The Spider - 1940 : For Freedom - 1940 : Room for Two - 1942 : Salute John Citizen - 1943 : The Gentle Sex - 1943 : The Lamp Still Burns - 1944 : Strawberry Roan - 1944 : Medal for the General - 1946 : Beware of Pity - 1951 : The Third Visitor - 1951 : The Late Edwina Black - 1952 : My Wife's Lodger - 1952 : Is Your Honeymoon Really Necessary? - 1953 : House of Blackmail - 1953 : The Great Game - 1954 : The Happiness of Three Women - 1954 : The Harassed Hero - 1954 : What Every Woman Wants - 1954 : The Gay Dog - 1955 : You Lucky People - 1955 : Room in the House - 1956 : Stars in Your Eyes - 1956 : Fun at St. Fanny's - 1956 : Dry Rot - 1957 : Second fiddle |

### Productor
- 1917 : Dombey and Son
- 1926 : The Woman Tempted
- 1926 : Mademoiselle from Armentieres
- 1927 : A Sister to Assist 'Er
- 1927 : Roses of Picardy
- 1927 : Hindle Wakes
- 1927 : The Glad Eye
- 1927 : The Arcadians
- 1927 : A Woman in Pawn
- 1928 : What Money Can Buy
- 1928 : Smashing Through
- 1928 : Sailors Don't Care
- 1928 : The Physician
- 1928 : Palais de danse
- 1930 : School for Scandal
- 1931 : A Sister to Assist 'Er
- 1938 : Sword of Honour

### Guionista
- 1915 : A Will of Her Own
- 1916 : Esther
- 1916 : Driven
- 1923 : The Sign of Four
- 1927 : The Glad Eye
- 1931 : Potiphar's Wife
- 1937 : Melody and Romance
- 1939 : Sons of the Sea
- 1956 : The Last Man to Hang?

### Actor
- 1913 : The Fallen Idol
- 1914 : The Cup Final Mystery